# Laurus (bedrijf)
Laurus was een Nederlands bedrijf dat supermarkten uitbaatte. Het ontstond in 1998 uit een fusie tussen De Boer Unigro en Vendex Food Groep. Nadat vanaf 2006 een groot deel van de winkels en formules werd afgestoten, is in 2009 het restant, dat tegen die tijd alleen nog Super de Boer omvatte, overgenomen door Jumbo.

## Supermarktformules
De volgende supermarktketens waren eigendom van Laurus:
- Basismarkt
- Edah
- Groenwoudt
- Konmar
- Nieuwe Weme
- Super de Boer

## Geschiedenis
Laurus NV. was in oktober 1998 ontstaan na de fusie tussen De Boer Unigro en Vendex Food Groep. De Boer Unigro was op haar beurt weer een samenvoeging van de formules Service Super, De Boer en Unigro in mei 1997. In Vendex Food Groep waren de foodactiviteiten van het Vendex-concern ondergebracht. Na afsplitsing zijn de aandelen van Vendex Food Groep overgedragen aan De Boer/Unigro en werd de naam van deze laatste vennootschap gewijzigd in Laurus. Ten tijde van de fusie waren ruim 2200 supermarkten ondergebracht in Laurus: in Nederland (1100), België (350) en Spanje (750).
In 2000 nam Laurus ook de 101 supermarkten van Groenwoudt-groep over. Deze groep bestond destijds uit de supermarkt formules Willem Groenwoudt (61 winkels), Nieuwe Weme (38 winkels) en Lekker & Laag (2 winkels). In totaal nam het marktaandeel van Laurus door de acquisitie toe naar zo'n 27%. Bij de Groenwoudt-groep werkten zo'n 8.000 medewerkers en het bedrijf had distributiecentra in Heerenveen en Renswoude. Laurus voerde destijds de volgende formules: Antoine Petit, Basismarkt, Edah, Groenwoudt, Konmar, Lekker & Laag, Milo, Mitra, Nieuwe Weme, Petsplace, Spar, Super de Boer en Via. Antoine Petit BV werd in januari 2000 verkocht aan Albron catering.
In de zomer van 2000 werd Ole van der Straaten voorzitter van de Raad van Bestuur van Laurus. Daarvoor was hij de hoogste baas over Ola-ijs bij Unilever. In november 2000 werd onder leiding van Van der Straaten en diens rechterhand Peter Stuyts de nieuwe één-formulestrategie gelanceerd. Een groot aantal winkels werd verkocht, een deel gesloten en de grote winkels zouden worden omgebouwd tot Konmar-vestigingen. In het najaar van 2001 bleek dat de ombouwoperatie was mislukt. Van der Straaten moest opstappen en kreeg een gouden handdruk van een miljoen euro mee.
Laurus kwam deels in handen van de Franse supermarktketen Groupe Casino. Langzamerhand werd het grootste deel van de 150 Konmarwinkels weer omgedoopt tot Edah of Super de Boer. Hierna werd er drastisch gesaneerd. Een eerste ontslagronde kostte honderden banen. De Basismarkt moest zijn deuren sluiten en de Spar werd verkocht. In oktober 2002 werden de Spaanse activiteiten afgestoten. In mei van dat jaar was een master agreement gesloten met Laurus, de Groupe Casino, die ondanks protesten van Laurus' grootaandeelhouder Eric Albada Jelgersma een groot belang in Laurus kreeg. In april 2003 werden ook de Belgische activiteiten verkocht.
In de bestaande Super de Boer-winkels was sinds 1998 niet of nauwelijks geïnvesteerd. In 2004 begon Laurus met een opfrisbeurt van de Super de Boer-formule, onder de naam Refresh Express, om het oude, dure imago af te schudden en een nieuwe frissere huisstijl te creëren. Deze huisstijl werd tevens vertaald naar de artikelen van het eigen merk.
Begin 2006 werd Laurus door zijn banken onder druk gezet om de formules Edah en Konmar te verkopen, om zo de schuldenlast te verlichten. Het bedrijf zou dan op termijn alleen verder gaan met Super de Boer. In mei 2006 werden de 223 Edah- en Edah Lekker & Laag-supermarkten verkocht aan het gelegenheidsconsortium S&S Winkels van Sligro en Sperwer. Diezelfde maand werden 29 Konmar-superstores verkocht aan Ahold en 12 Konmar superstores aan Jumbo. Op 18 december 2006 werd bekendgemaakt dat 50 Super de Boer winkels verkocht dan wel gesloten zouden worden. Het aantal winkels zou worden teruggebracht naar 310.
Van augustus 2002 tot augustus 2006 was Harry Bruijniks CEO bij Laurus; hij werd tijdelijk opgevolgd door ir. A.M.F.J. van de Laar. In oktober 2006 werd Jan Brouwer benoemd tot bestuursvoorzitter van Laurus.
Per 1 januari 2008 was Super de Boer als enige winkelformule overgebleven. De naam Laurus werd vervangen door Super de Boer N.V..

## Einde
Het bedrijf heeft eigenlijk nooit goed gedraaid. Dit werd alleen maar erger door de mislukte operatie rond de Konmar-formule. Ook de prijzenoorlog tussen de supermarktconcerns hielp niet mee. Er werden steeds meer onderdelen opgeheven of verkocht om in leven te blijven. Uiteindelijk bloedde het bedrijf langzaam dood en bleven alleen de supermarkten van Super de Boer over.
Op 18 september 2009 maakte de veel kleinere Jumbo bekend dat het Super de Boer N.V. wilde overnemen en een bod van € 4,20 per aandeel had gedaan. Groupe Casino, houdster van circa 57 procent van de aandelen Super de Boer N.V., steunde het bod. Na een biedingsstrijd met Sperwer (Plus supermarkten) werd op 19 oktober 2009 bekend dat Jumbo het winnende bod van € 4,82 per aandeel had uitgebracht. De overname van Super de Boer N.V. door Jumbo Supermarkten was een feit en daarmee ook het definitieve einde van Laurus-concern.